# Villa Sonatine
Pour les articles homonymes, voir Sonatine.
La villa Sonatine est une voie du 19e arrondissement de Paris, en France.

## Situation et accès
La villa Sonatine est une voie privée et piétonne située dans le nord du 19e arrondissement de Paris, à proximité du bassin et du parc de la Villette. Il s'agit d'une voie rectiligne de 60 m de long et 12 m de large, orientée nord-nord-ouest/sud-sud-est. Elle débute au nord entre les 10 et 12, rue Joseph-Kosma et se termine en impasse au sud. De l'autre côté de la rue Joseph-Kosma, la villa Cantate débute dans son prolongement. La villa est entièrement bordée d'immeubles résidentiels de quelques étages.
La numérotation des immeubles débute au niveau de son débouché sur la rue Joseph-Kosma. Les numéros augmentent lorsqu'on se dirige vers le bout de la villa, les numéros impairs à gauche et les numéros pairs à droite. Les numéros augmentent donc quand on se rapproche de la Seine, caractéristique due au caractère d'impasse de la voie (à Paris, les numéros augmentent généralement quand on s'éloigne de la Seine).

## Origine du nom

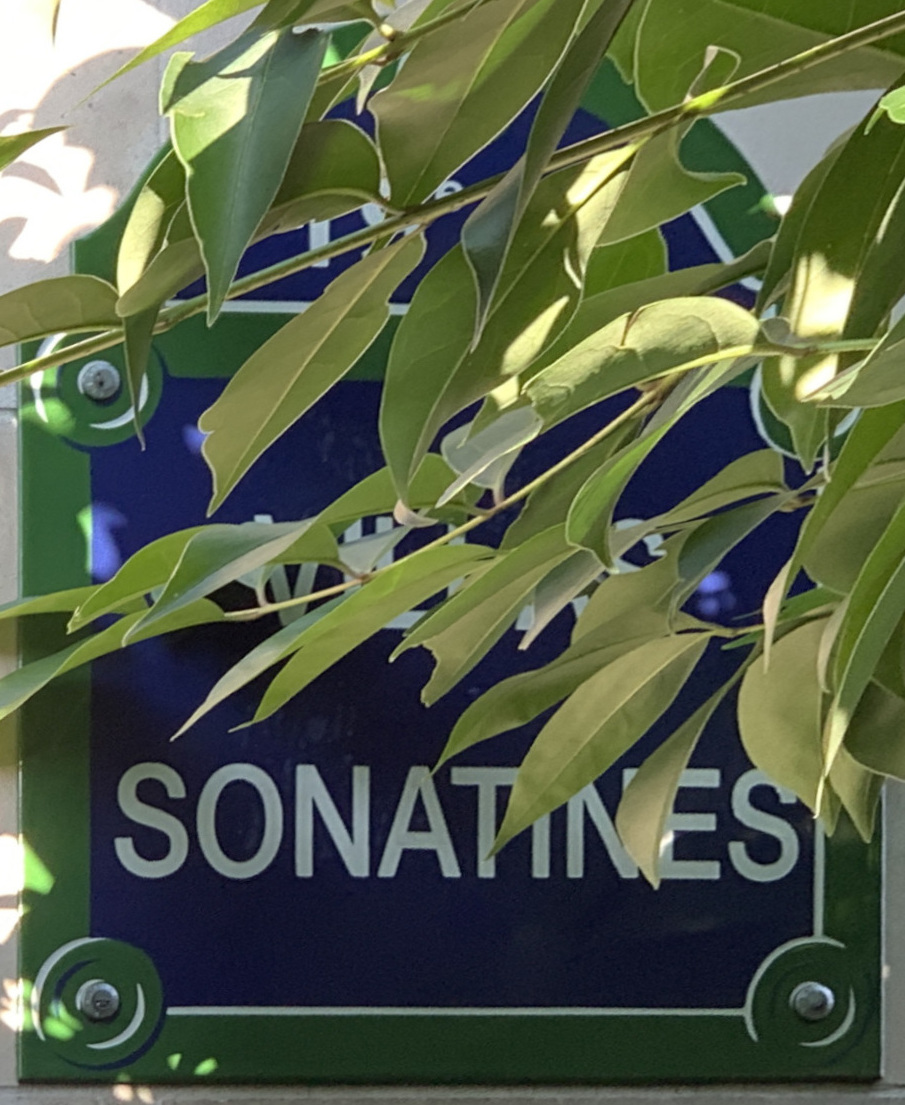
Plaque de la voie.

Elle doit sa dénomination au nom commun « sonatine », qui désigne une sonate courte et facile à jouer. Les autres villas ouvertes pendant l'opération immobilière reçoivent similairement des noms de pièces musicales.

## Historique
La zone occupée par la villa Sonatine fait à l'origine partie de La Villette. Elle n'est pas encore indiquée comme urbanisée sur les cadastres du premier quart du XIXe siècle et est appelée « le Buisson » ou « la Croix des Champs ». L'urbanisation apparait au deuxième quart du XIXe siècle. En 1860, la commune de La Villette est absorbée par Paris lors de l'agrandissement de cette dernière.
Au XXe siècle, le terrain est occupé par l'Office central pharmaceutique, défini par la rue des Ardennes à l'ouest, la rue de Thionville au nord, la darse du fond de Rouvray à l'est et la rue Delesseux au sud. À la fin du XXe siècle, il est l'objet d'une opération d'urbanisme, le parc des Musiciens, le transformant en zone résidentielle.
Le quai de la Garonne est ouvert sur son flanc est et la rue Germaine-Tailleferre sur son flanc sud, tandis que la rue Joseph-Kosma est percée en son milieu, d'est en ouest. Sur cette dernière sont également ouvertes quatre voies privées, perpendiculairement : les villas Boléro et Cantate sur le côté nord de la rue, les villas Toccata et Sonatine sur son côté sud.
À son ouverture, la villa est provisoirement dénommée « voie DX/19 » et reçoit son nom actuel par un décret municipal du 27 mai 1997. 